# Vlekvleugelmiervogel
De vlekvleugelmiervogel (Myrmelastes leucostigma) is een zangvogel uit de familie Thamnophilidae (miervogels).

## Verspreiding en leefgebied
Deze soort komt voor in het noorden van het Amazonegebied en telt vier ondersoorten:
- M. l subplumbea: oostelijk Colombia, westelijk Venezuela, oostelijk Ecuador, noordoostelijk Peru en zuidwestelijk amazonisch Brazilië.
- M. l. leucostigma: zuidoostelijk Venezuela, de Guyana's en noordoostelijk Brazilië.
- M. l. intensa: centraal Peru.
- M. l. infuscata: oostelijk Colombia, zuidelijk Venezuela en noordwestelijk Brazilië.

## Status
De grootte van de populatie is niet gekwantificeerd maar de soort wordt omschreven als schaars. Op de Rode lijst van de IUCN heeft deze soort de status niet bedreigd.